# جعفر سجادی
سید جعفر سجادی (۱۳۰۳ در اصفهان - ۱۳۹۲) نویسنده ایرانی و استاد دانشگاه تهران بود. او برای نگارش کتاب فرهنگ لغات و اصطلاحات فلسفی در سال ۱۳۳۸ برندهٔ جایزه سلطنتی کتاب سال از طرف بنیاد پهلوی شد. وی یکی از حروف (مجلدات) لغت‌نامه دهخدا را نیز تدوین کرده‌است.

## زندگی
سید جعفر سجادی در ۱۳۰۳ در یکی از روستاهای اطراف اصفهان به دنیا آمد. تحصیل را از پنج سالگی در مکتب آغاز کرد و همزمان در مزرعه به کار کشاورزی می‌پرداخت. پس از مدتی به شهر اصفهان رفت و در آنجا در مدارس اسماعیلیه، مدرسه صدر، مدرسه جده، مدرسه عربان و مدرسه ملاعبدالله به تحصیل فقه، اصول، ادبیات و فلسفه پرداخت. سپس برای تدریس در مدرسۀ حاج شهبازخان به کرمانشاه رفت و در آنجا به طلبه‌های جوان درس می‌داد. اما پس از مدتی به اصفهان بازگشت و این بار به تهران رفت و در دانشکدۀ معقول و منقول تحصیل خود را اادامه داد تا اینکه در سال ۱۳۲۹ فارغ‌التحصیل شد. در سال ۱۳۳۰ به استخدام وزارت فرهنگ درآمد و به ارومیه و سپس به کرمانشاه اعزام شد. در ایام اقامت در کرمانشاه فرزند وی سید محمدصادق سجادی در این شهر به دنیا آمد. پس از مدتی و در سال ۱۳۳۴ به تهران منتقل شد. او در تهران در دانشگاه معقول و منقول ادامه تحصیل داد و درجۀ دکتری گرفت و در ۱۳۵۳ درجه استادی رسید و در ۱۳۵۸ نیز بازنشسته شد. وی در ۲۹ دی ۱۳۹۲ درگذشت.

## آثار
- مقدمه بر منطق
- فرهنگ لغات و اصطلاحات فلسفی
- فرهنگ علوم عقلی
- فرهنگ علوم فلسفی و کلامی
- فرهنگ علوم نقلی و ادبی
- فرهنگ لغات و اصطلاحات فلسفی ملاصدرا[۲]

### تصحیح متون
- تصحیح و تحشیۀ تفسیر حدائق الحقايق
- تصحیح توضیح فرهنگ المرقاة
- ترجمه و تحشیۀ آراء اهل مدينة الفاضله ابونصر فارابی
- ترجمه و تحشیۀ سیاسات مدینه[۲]